# Dorfkirche Bredenfelde (Woldegk)

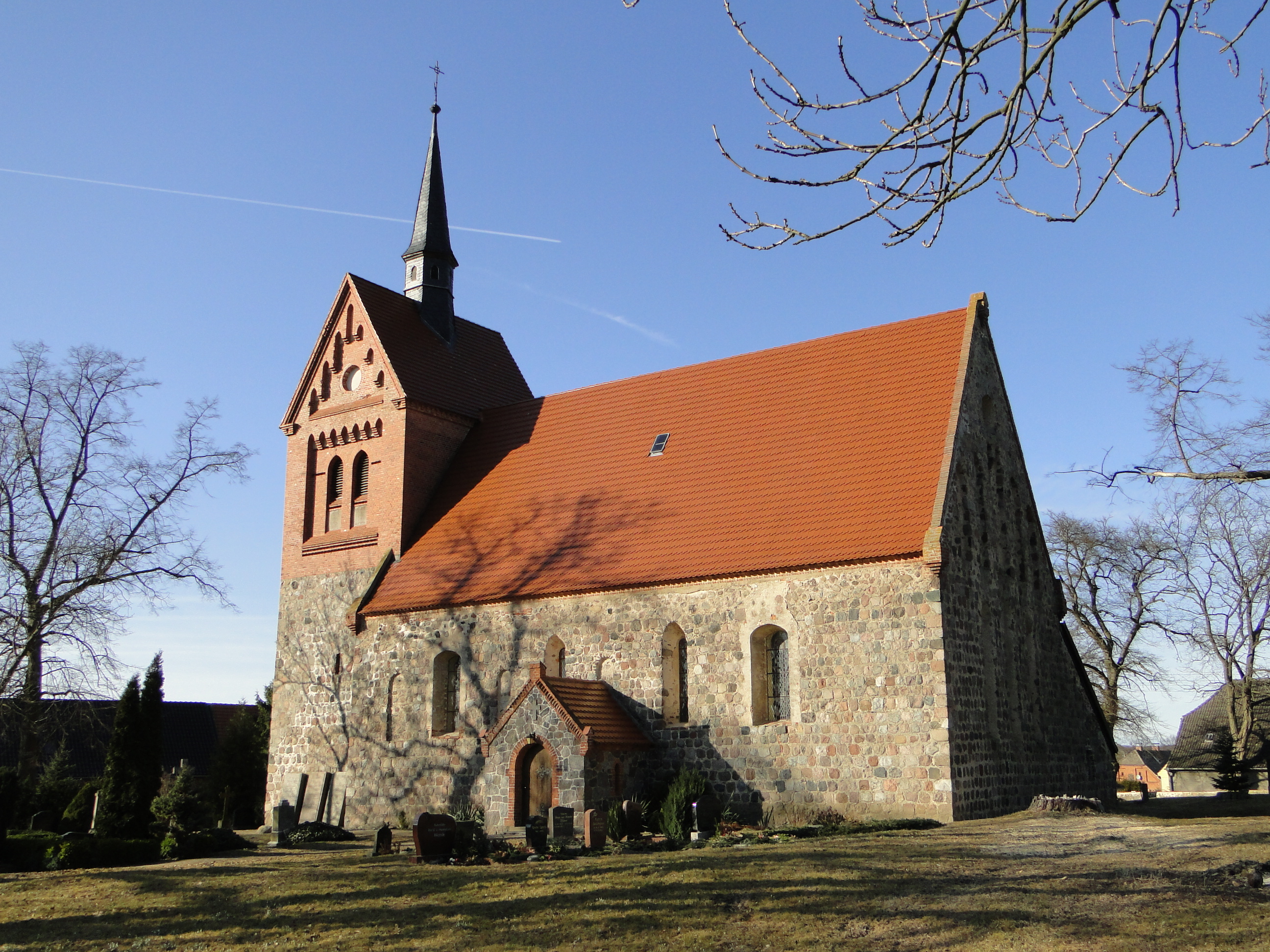
Dorfkirche Bredenfelde (Woldegk)

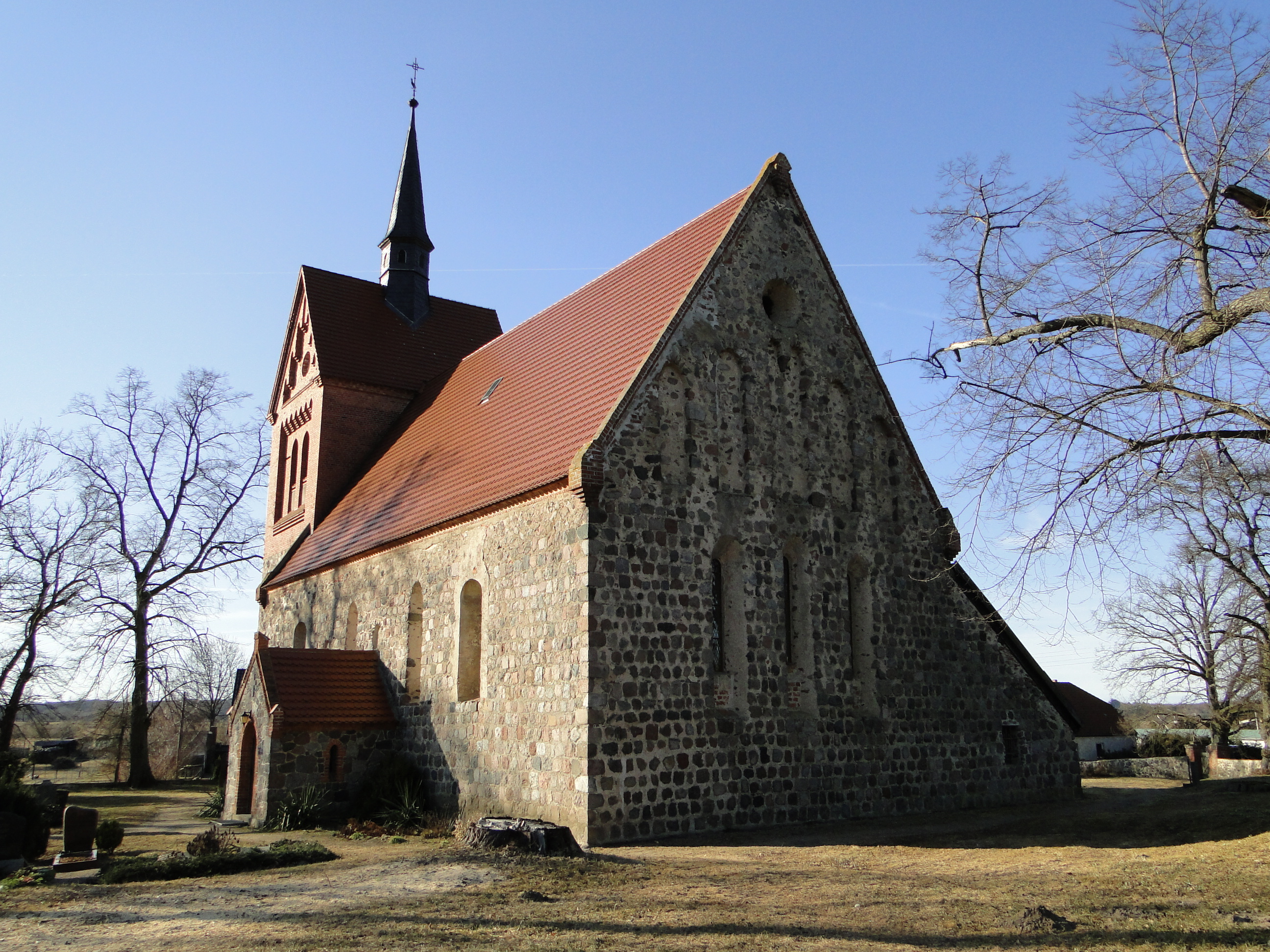
Ansicht von Südost

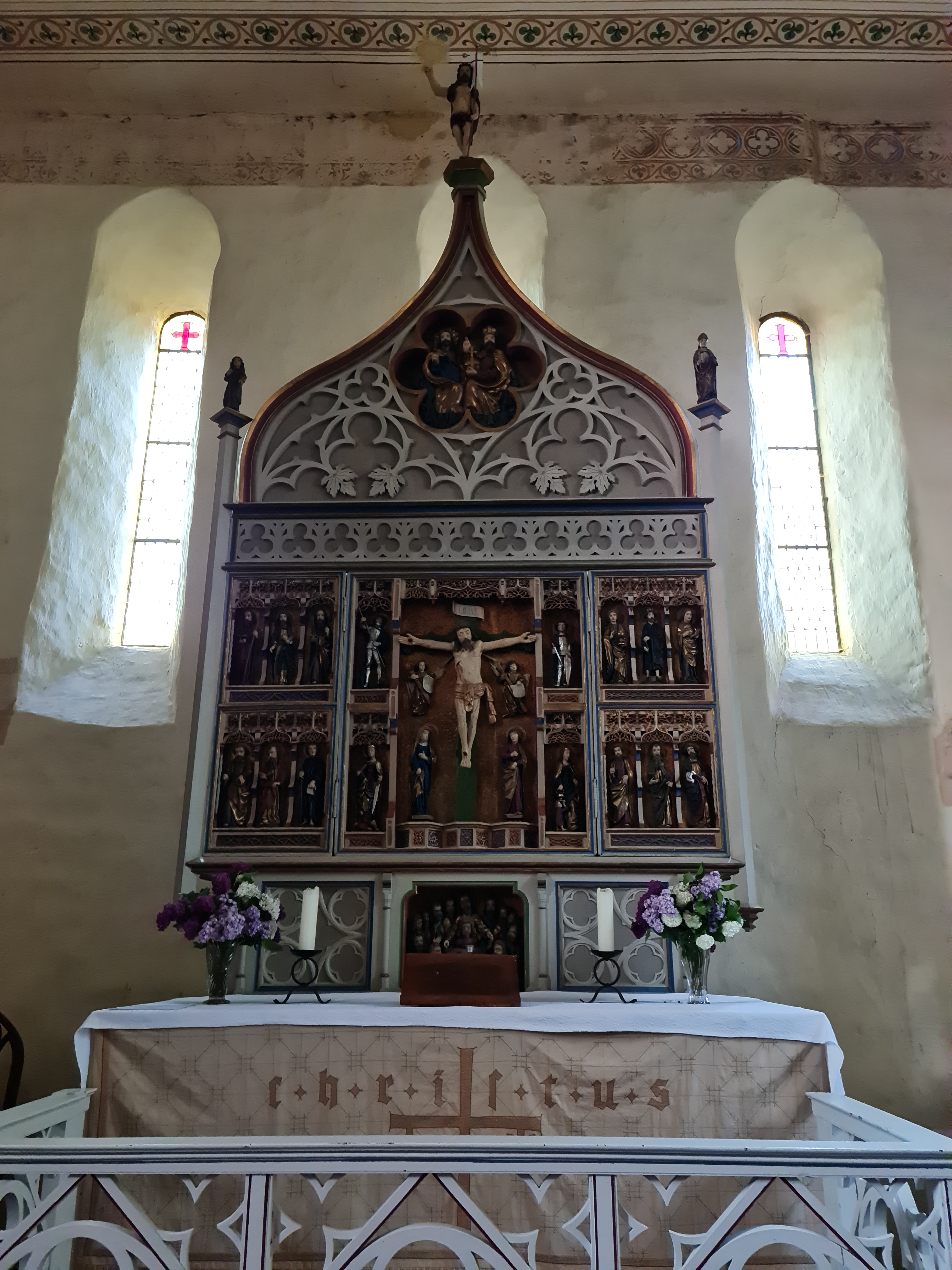
Kirchenaltar, die Figuren sind um 1500 geschnitzt worden

Die evangelische Dorfkirche Bredenfelde ist eine Feldsteinkirche aus gotischer Zeit im Ortsteil Bredenfelde von Woldegk im Landkreis Mecklenburgische Seenplatte in Mecklenburg-Vorpommern. Sie gehört zur Kirchengemeinde Bredenfelde in der Region Stargard in der Propstei Neustrelitz der Evangelisch-Lutherischen Kirche in Norddeutschland (Nordkirche).

## Geschichte und Architektur
Die Dorfkirche Bredenfelde ist eine flachgedeckte Feldsteinkirche mit tonnengewölbter Sakristei im Norden und einem eingezogenen Westturm aus dem letzten Viertel des 13. Jahrhunderts. Sie verzichtet ungeachtet der Datierung weitgehend auf Stilelemente der Gotik und zeigt am Ostgiebel altertümliche Rundbogenblenden, in der Ostwand eine rundbogige Dreifenstergruppe und an den Seitenwänden einen Wechsel zwischen schmalen Rundbogenfenstern und -blenden. Einzig die Stufenportale im Westen und im Süden sind spitzbogig.
Das Obergeschoss des Turmes von 1864 ist in Backstein ausgeführt und mit neugotischem Dekor und einem Dachreiter ausgestattet. Die Südvorhalle ist wohl zur gleichen Zeit wie der Turmabschluss entstanden.

## Ausstattung

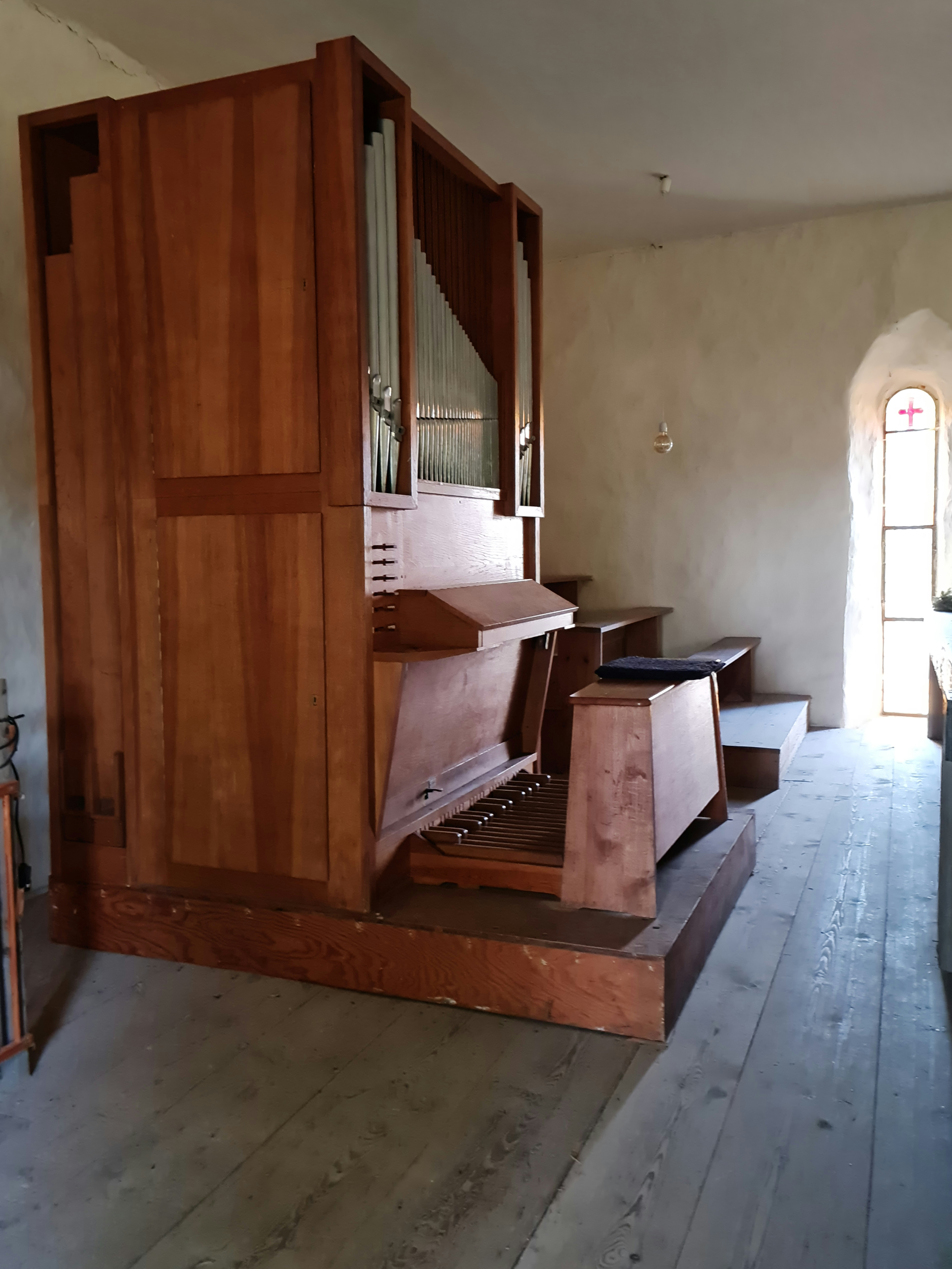
Sauer-Orgel von 1967

Hauptstück der Ausstattung ist ein spätgotischer Schnitzaltar von 1480, der in einen neugotischen Aufbau eingefügt wurde. Im Schrein sind eine Kreuzigungsgruppe und vier weitere Heilige dargestellt; in den Flügeln sind die Apostel zu finden. In der Predella ist ein Abendmahlsrelief angeordnet. Der neugotische Rahmen zeigt einen kielbogigen Abschluss mit Blendenmaßwerk und einer bekrönenden Christusfigur sowie einem zentralen Sechspassmedaillon mit einer Reliefdarstellung des Gnadenstuhls und zwei flankierenden Heiligen aus dem 19. Jahrhundert.
Die Kanzel mit Schalldeckel und Posaunenengeln ist ein Werk des 18. Jahrhunderts; als Stütze wurde die Figur einer Sitzmadonna vermutlich aus dem 14. Jahrhundert wiederverwendet. Auch die Westempore stammt aus dem 18. Jahrhundert.
Die liturgischen Gefäße bestehen aus einem Kelch aus Silber von 1759 und einem weiteren Kelch mit zwei Patenen aus Zinn aus dem 18. Jahrhundert. Zwei Leuchter ebenfalls aus Zinn sind im frühen 19. Jahrhundert entstanden. Die Glocke stammt noch aus dem Mittelalter.
Die Orgel ist ein Werk der Firma Sauer aus dem Jahr 1967 mit sechs Registern auf einem Manual und Pedal. Sie wurde 2008 in Bredenfelde aufgestellt, nachdem seit 1967 im Austausch eine Orgel aus dem Borwinheim Neustrelitz in Bredenfelde verwendet worden war.